# Mahsza Amíni-tüntetések
A Mahsza Amíni-tüntetések emberi jogi tüntetések az Iráni Iszlám Köztársaság kormánya ellen, amelyek 2022. szeptember 16-án kezdődtek Teheránban. A tüntetések Mahsza Amíni (perzsául: مهسا امینی) 22 éves iráni nő halála után kezdődtek meg, aki letartóztatása után halt meg. Szemtanúk szerint megverte őt az iráni erkölcsi rendőrség, amely azzal vádolta, hogy megszegte az 1979-es hidzsábtörvényt azzal, hogy nem takarta el a haját teljesen. Az iráni rendőrség tagadta, hogy a nőt megverték volna.
A tüntetések órákkal a nő halála után kezdődtek Teheránban, először a hotelben, ahol Amínit ápolták. A tüntetések gyorsan terjedtek, először Kurdisztán tartományban, ahonnan Amíni származik, elsősorban annak nagyvárosaiban.
2022. szeptember 23-ig legalább 50 tüntetőt megölt a rendőrség, ami a legtöbb halálozás volt az országban egy tüntetéssorozatban a több, mint 1500 életet követelő 2019–2020-as demonstrációk óta. A tüntetések következtében a kormány a lakosok internetkapcsolatát megszakította és a közösségi médiát is korlátozta.

## Háttér
Tüntetések a kötelező hidzsáb-viselés ellen már 2017-ben megkezdődtek. Masa Amini egy 22 éves kurd iráni nő volt, akit 2022. szeptember 14-én tartóztatta le az iráni erkölcsi rendőrség, mert nem megfelelően viselte a ruhadarabot. Szemtanúk elmondása szerint a rendőrség megverte, aminek következtében megsérült a koponyája és agyhalált szenvedett. Két nappal később, szeptember 16-án halt meg. Temetése után országszerte tartottak tüntetéseket. Szeptember 18-án a Kurdisztán tartományból országos szintű sztrájkra szólították fel a lakosságot.

## Idővonal

### Szeptember 16.
Órákkal Amini halála után tüntetők egy csoportja összegyűlt, hogy tüntessenek meggyilkolása ellen a Kasra Kórháznál, ahol a nő életét vesztette. A demonstráció szlogenjei között volt a „halála a diktátorra,” „az Erkölcsrendőrség gyilkos,” „Meg fogom ölni, meg fogom ölni, aki megölte húgom,” „Masa vérére esküszöm, hogy Irán szabad lesz” és a „nők elleni elnyomás Kurdisztántól Teheránig.” A tüntetőket letartóztatták. Több nő is levette és elégette hidzsábját. Egyes emberek az autóikkal vonultak fel és dudáltak tüntetésképp. Teheránban is már aznap este megkezdődtek a tüntetések, az ország elnöke és a hidzsáb-viselés ellen. Kiadott videókon lehetett látni, ahogy a tüntetőket letartóztatják és esetekben meg is verik.

### Szeptember 17.
Szombaton, Amioni temetését követően Sakkezben, szülővárosában és Szanandádzsban nagy tüntetések voltak, amire a kormány erőszakkal válaszolt. Miután kiadtak egy képet Amini sírjáról, az azon szereplő felirat a tüntetések egyik fő szlogenje lett:
Perzsa: ژینا جان تو نمی‌میری. نامت یک نماد می‌شود
magyarosítva: Zsiná Gán to ne-mí-mírí. Nám-at Jek Namád mí-savad

„Szeretett Zsiná (Masa), nem fogsz meghalni. A neved egy szimbólum lesz.”

### Szeptember 18.

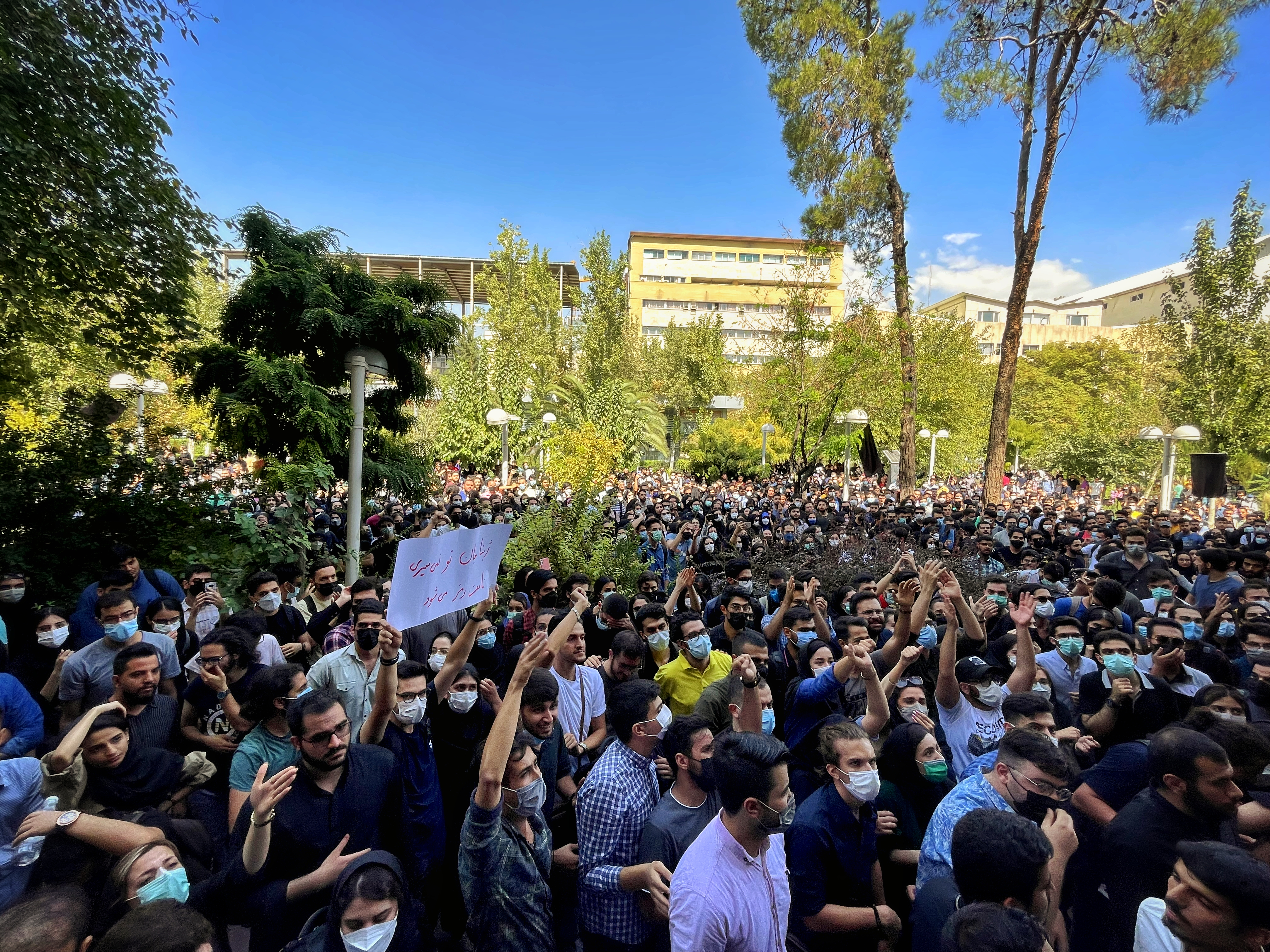
Tüntetés a Teheráni Egyetemen

Szanandadzs lakosai ismét nagy tüntetést rendeztek vasárnap éjszaka, az ország diktátorának halálát követelve. Itt ismét lehetett látni nőket, akik tüntetőlegesen levették hidzsábjaikat. A BBC forrásai szerint a tüntetőkre rá is lőttek. A Teheráni Egyetem több tanulója is felvonult transzparensekkel. Teheránban és Masaddban is nagy volt a rendőri készültség.

### Szeptember 19.

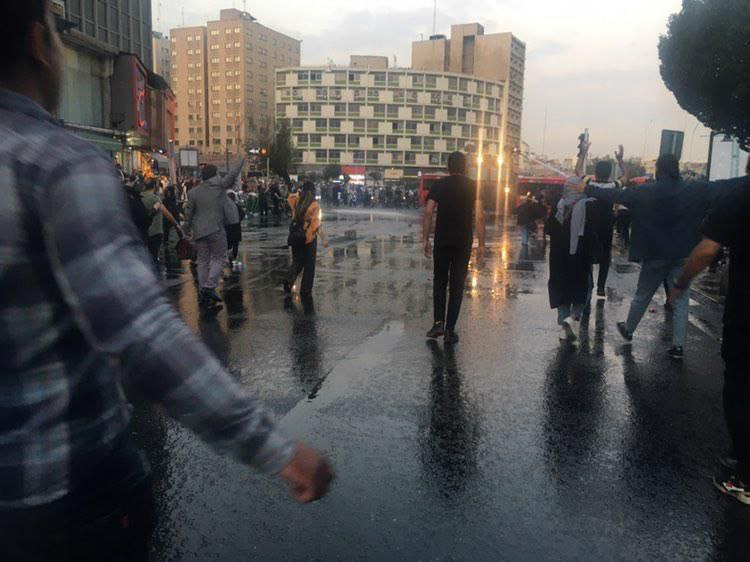
Tüntetés Teheránban

Szeptember 19-én Teheránban teljesen megszüntették a mobilinternet kapcsolatot. Közösségi médiára feltöltött videókban lehetett látni, hogy a városban folytatódtak a tüntetések, Rast északi részén, Iszfahán belvárosában és nyugat-kurd területeken. A Hengaw szerint három tüntetőt megöltek a kurd területeken.
A 23 éves Fardzsad Darvisit megölték, miközben Urmiában tüntetett. Az információk szerint a rendőrség sebesítette meg a demonstráció közben, majd a kórházban hunyt el ezeknek következtében.

### Szeptember 20.
A Voice of America információi szerint kormányellenes tüntetések 16 tartományban történtek az országban (Alborz, Fársz, Gilán, Gulisztán, Hormozgán, Ilám, Iszfahán, Kazvin, Kelet-Azerbajdzsán, Kermán, Kermánsáh, Kurdisztán, Mázandarán, Nyugat-Azerbajdzsán, Razavi Horászán és Teherán). Tüntetők Száriban elpusztították az ajatollah és elődjének egy épületre kitűzött képeit. Két férfi tüntetőt, a 16 éves Zakaria Hialt és a 23 éves Fardzsad Darvisit megölték a Nyugat-azerbajdzsáni biztonsági erők és egy nő is életét vesztette Kermánsáh-ban. Egy ügyész Kermánsáhban tagadta, hogy a kormánynak szerepe lett volna a gyilkosságban, azt mondva, hogy forradalomellenes entitások ölték meg. Egy rendőr iráni hírek szerint meghalt Sirázban. Kermánban egy nő levette a hidzsábját és levágta a haját. A CNN információ szerint ezek a tüntetések váratlanok voltak és nagyon rövidek, azzal a céllal, hogy összegyűljenek és feloszoljanak, mielőtt a rendőrség beavatkozhatott volna.

### Szeptember 21.
Száriban több nő is elégette hidzsábját. A Hengaw információi szerint egy férfi, akit szeptember 19-én meglőtt a rendőrség, meghalt. A Hengaw információi szerint öt nap alatt tíz tüntetőt öltek meg, az Amnesty International nyolcat tudott megerősíteni. A szervezet elítélte a tüntetők elleni fegyverhasználatot. A WhatsAppot és Instagramot, az egyetlen Iránban engedélyezett közösségi média oldalakat letiltották, megszüntették az ország internetkapcsolatát, főleg a mobilinternetet. A Baszidzs állami félkatonai szervezet ellentüntetéseket tartott Teheránban. Más országban is elkezdtek tüntetéseket tartani, többek között az Egyesült Államokban, Kanadában, Olaszországban, Svédországban és Törökországban.
Az Iran International szerint egymásra lőtt az iráni hadsereg és az IRGC Szakkezben. Két félhivatalos iráni hírügynökség szerint egy Masadban megkéseltek egy Baszidzs-katonát.

### Szeptember 22.
Teheráni tüntetők felgyújtottak rendőrautókat és egy rendőrkapitányságot. A demonstrációk folytatódtak az internetkapcsolat megszakításának ellenére. A főváros körül is voltak tüntetések. Az iráni állami hírügynökség 17 halottat jelentett, míg az Iran Human Rights harmincegyet.

### Szeptember 23.
A tüntetések folytatódtak Teheránban, Iszfahánban erőszakos megütközések voltak. Az ország egyetemeit bezárták és online tanítás kezdődött. Osnaviében több napi erőszakos ütközetek után a tüntetők átvették az irányítást a város felett. Az ország kormánya ezt tagadta.
Ugyanezen a napon több ezer ember vett részt kormánypárti tüntetéseken.
Az Egyesült Államok Külügyminisztériuma engedélyt adott összes cégének, hogy hozzáférjenek az iráni internet-piachoz. Elon Musk bejelentette, hogy aktiválja Starlink cégét, hogy internetszolgáltatást biztosítson az országban. Ugyan az első engedély nem volt elég a Starlinknek a szolgáltatás megkezdésére, több céggel együtt jelentkezett licenszért az Egyesült Államok Pénzügyminisztériumánál.

### Szeptember 24.
Osnaviében, Sirázban és Teheránban a tüntetések folytatódtak. Az utóbbi városban a Teheráni Egyetem előtt. Külföldön élő irániak felvonultak több városban is: Erbíl, Berlin, Stuttgart és Melbourne.
Gilán tartományban a rendőrség és az iráni forradalmi gárda letartóztatott 739 embert, közöttük 60 nőt. Az IRGC letartóztatott tüntetőket Kermánban is.

### Szeptember 25.
A tüntetések folytatódtak országszerte (Teherán, Narmak, Ekbatán, Valiaszr, Arjasar, Karadzs, Mersar, Gohardast, Szanandadzs, Kaín, Kasmár és Babol), annak ellenére, hogy az internet hozzáférés minimális volt. Londonban, Brüsszelben és New Yorkban is történtek.

## Halálozások
| Város             | Halottak | (Ismert) halottak neve                                                         | Dátum          | For.          |
| ----------------- | -------- | ------------------------------------------------------------------------------ | -------------- | ------------- |
| Amol              | 11       | Erfan Rezai (21), Gazale Celavi                                                | szeptember 22. | [ 56 ] [ 57 ] |
| Babol             | 6        |                                                                                |                |               |
| Divandarre        | 2        | Fuad Kadimi, Mohsen Mohammadi                                                  | szeptember 20. | [ 58 ]        |
| Szakkez           | 1        | Ferejdun Mahmudi                                                               |                | [ 59 ]        |
| Dégolan           | 1        | Reza Lotfi                                                                     | szeptember 20. | [ 60 ]        |
| Mahabád           | 1        |                                                                                |                |               |
| Urmia             | 3        | Fardzsad Darvisi (23), Abdolla Mohamad, Danes Ranama                           | szeptember 21. | [ 61 ]        |
| Karaj             | 1        | Hadisz Nadzsafi                                                                |                |               |
| Piranshahr        | 1        | Zakaria Hial (16)                                                              | szeptember 21. | [ 62 ]        |
| Kermánsáh         | 2        | Minu Madzsidi (55)                                                             | szeptember 22. | [ 63 ] [ 64 ] |
| Osnavie           | 4        | Amin Marefat (16), Milan Hakiki (21), Sadreddin Litani (27), Danes Ranama (25) | szeptember 22. | [ 65 ]        |
| Kuchan            | 1        | Ali Mozafári                                                                   | szeptember 22. | [ 66 ]        |
| Bandar Anzali     | 1        |                                                                                |                |               |
| Novsar            | 1        | Hanané Kia                                                                     | szeptember 21. | [ 67 ] [ 68 ] |
| Ilám              | 1        | Mosen Kejszari                                                                 | szeptember 21. | [ 69 ]        |
| Tebriz            | 1        |                                                                                |                |               |
| Rast              | 1        | Maziár Szalmanian                                                              | szeptember 21. | [ 70 ]        |
| Eszlámábád-e Garb | 2        | Amir Foladi (15), Szaíd Mohamadi (21)                                          | szeptember 22. | [ 71 ]        |
| Dedast            | 2        | Pedram Azarnus, Merdad Benam Asl                                               | szeptember 22. |               |
| Fuladshahr        | 1        | Masa Mogoej                                                                    | szeptember 23. |               |
| Összesen          | 44       |                                                                                |                |               |